# Чарльз Голденберг
Чарльз Р. «Бакетс» Голденберг (15 квітня 1911 — 16 квітня 1986) був професійним гравцем Національної футбольної ліги (НФЛ) з американського футболу. Його часто вважають винахідником гри в нічию, оскільки він змусив Сіда Лакмана зробити передачу своїм бліцінгом.

## Життєпис
Гольденберг народився в Одесі за часів Російської імперії, і був євреєм. Він та його сім'я іммігрували до штату Вісконсин в Сполучених Штатах, коли йому було чотири роки. Його прізвисько, похідне від слова «сідниці», було «Бакетс». Він виріс у Мілуокі, штат Вісконсин, відвідував і грав у футбол у середній школі Західного дивізіону в Мілуокі, де був півзахисником міської команди All-City. У коледжі грав у футбол за футбольну команду Університету Вісконсину Badgets («Борсуки»).
У 1933 році, будучи новачком, він лідирував у НФЛ за кількістю тачдаунів, зробивши сім тачдаунів. У 1939 році він став гравцем 1-ї команди All-Pro (Chicago Herald Am.), а в 1942 році — 2-ї команди All-Pro (Associated Press і NFL).
Голденберг зіграв у 120 іграх НФЛ, при цьому в 69 з них стартував. На його рахунку 108 пробіжок на 365 ярдів (334 метри) і шість тачдаунів, а також 11 прийомів на 111 ярдів (102 метри) і один тачдаун. Більшість його пробіжок припадає на перші три сезони (98 зі 108). Він здійснив вісім перехоплень у кар'єрі, повернувшись на 73 ярди (67 метри) і зробивши два тачдауни.
У міжсезоння займався професійною боротьбою. Пізніше у своїй кар'єрі він відкрив ресторани.
Голденберг — один з десяти гравців, які увійшли до збірної десятиліття Національної футбольної ліги 1930-х років, але не були включені до Зали слави професійного футболу. Він був названий «Видатним єврейським спортсменом усіх часів» ложі Бнай-Бріт Грін-Бей у 1969 році, включений до Зали слави Грін-Бей Пакерс у 1971 році та обраний до Спортивної зали слави Вісконсину у 1973 році.